# Sloopsteine von Haltern
Die Sloopsteine von Haltern sind eine megalithische Grabanlage der jungsteinzeitlichen Trichterbecherkultur bei Haltern, einem Ortsteil der Gemeinde Belm im niedersächsischen Landkreis Osnabrück in Deutschland.

## Lage
Die Großsteingräber befindet sich in einem Waldgebiet südlich von Dübberort im Ortsteil Haltern der Gemeinde Belm.

## Beschreibung
Die Sloopsteine gehören zu den gut erhaltenen Großsteingräbern der Region. Die Ost-West-ausgerichtete Anlage hat einen stark trapezförmigen Grundriss. Die Kammer hat eine Länge von 10,5 Meter und eine Breite zwischen 1,6 Meter im Westen und 3,8 Meter im Osten.
Die Anlage mit der Sprockhoff-Nr. 917 besteht heute aus sechs (einst sieben) Tragsteinen auf der Nordseite und sieben auf der Südseite. Die meisten sind nach innen verschoben. Die westliche Schmalseite besteht aus einem, die östliche aus zwei Tragsteinen, von denen einer nicht mehr am Originalplatz steht. Von den ursprünglich sechs Decksteinen, deren Mächtigkeit nach Osten hin zunimmt, sind fünf vorhanden, die aber alle zwischen die Tragsteine der Kammer verstürzt sind. Der Zugang wird auf der südlichen Längsseite zwischen den Steinen 3 und 4 vermutet. Von dem ursprünglich vorhandenen Hügel sind keine Spuren erkennbar.

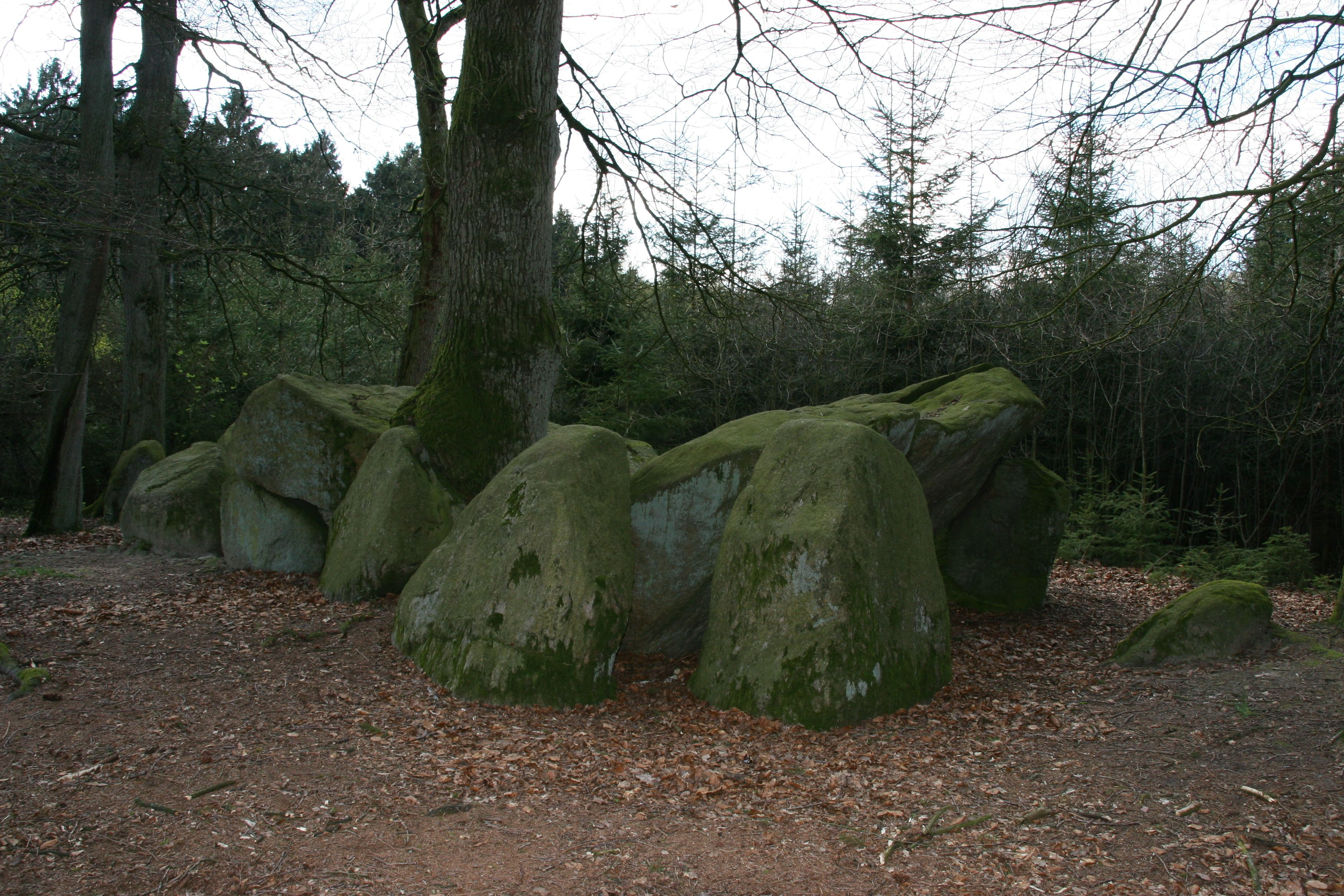
Sloopsteine von Südosten
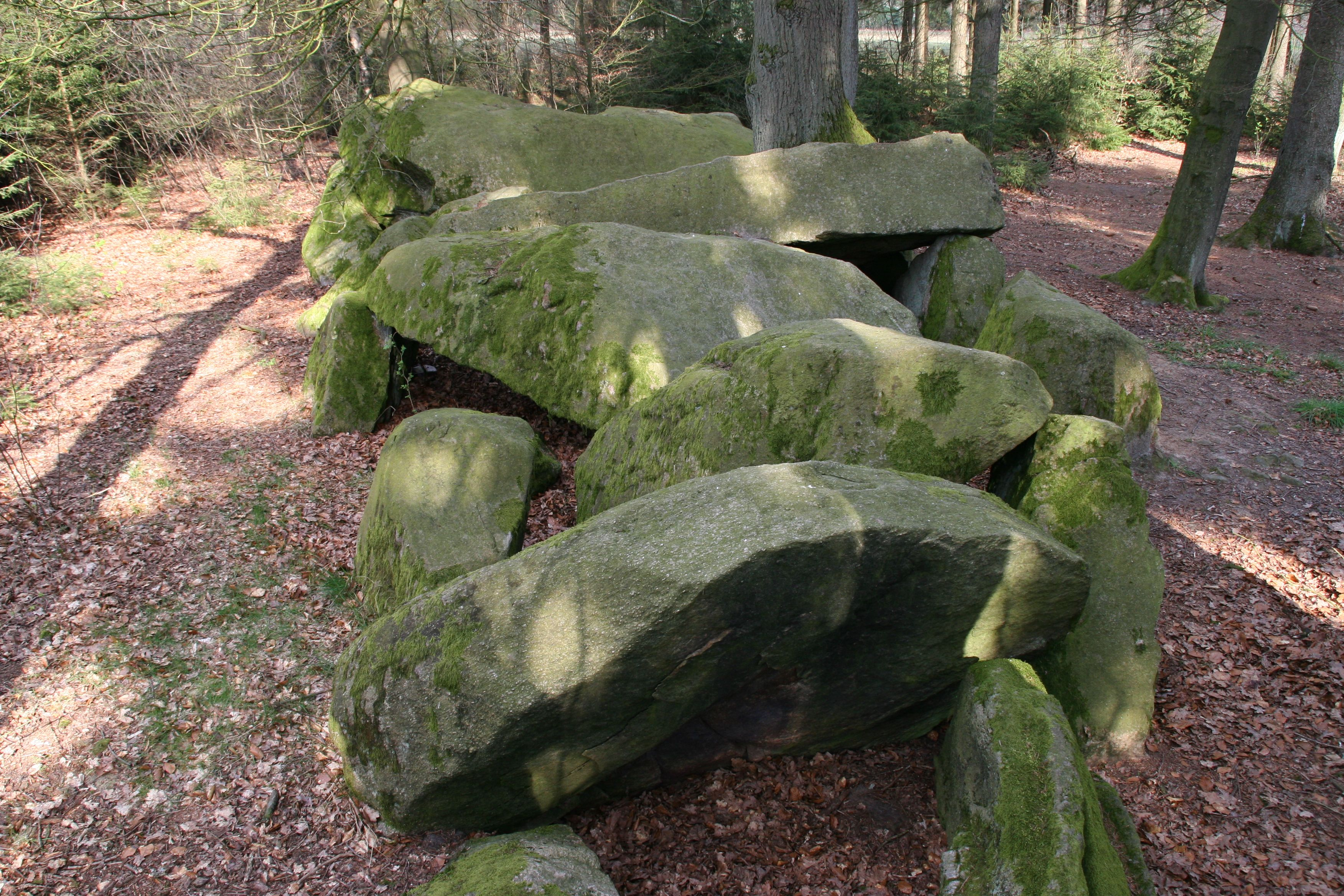
Sloopsteine von West nach Ost

Eine ähnliche, noch größere, jedoch nicht erhaltene Anlage war König Surbolds Grab bei Börger im Landkreis Emsland.